# Mario Armano
Mario Armano (n. 25 iulie 1946, Alessandria, Piemont, Italia) este un bober ce a reprezentat Italia, medaliat olimpic. A participat la două ediții ale Jocurilor Olimpice (1968, 1972) în care a câștigat o medalie de aur.